# Mary Gu
Мари́я Вячесла́вовна Гуса́рова (в замужестве — Богоявле́нская; род. 17 августа 1993, Похвистнево, Самарская область, Россия), более известная под псевдонимом Mary Gu (рус. Мэ́ри Гу), — российская певица, поэтесса и блогер.

## Биография

### Ранние годы
Мария Гусарова родилась 17 августа 1993 года в Самарской области в городе Похвистнево.
Музыкальный талант у Маши проявился в возрасте 4 или 5 лет. Как она рассказывает, всё началось с песни Селин Дион из фильма «Титаник».

Тогда только вышел фильм «Титаник», и мне настолько понравилась песня Селин Дион, что я просто целыми днями ходила по дому и «завывала» её. Бабушка, наслушавшись всего этого, купила мне мой первый инструмент, чтобы я на нем наигрывала что-то простое, и через год меня отдали в музыкальную школу.
Изначально в музыкальную школу она ходила на фортепиано, потом пошла на эстрадно-джазовый вокал.

В результате в музыкальной школе я училась дольше, чем в общеобразовательной — 12 лет: 7 лет по классу фортепиано и ещё 5 на эстрадно-джазовом направлении.

После школы Маша переехала в Самару, где поступила в Самарский государственный институт культуры, который окончила через 4 года.

### Карьера
Под псевдонимом Mary Gu выкладывала в сеть каверы на популярные песни и добилась на этом поприще определённой популярности. Кроме того, пела собственные песни.
Участвовала в прослушиваниях на телешоу «Голос», где потерпела неудачу.
Прорывным для Марии стал кавер на песню ЛСП «Безумие» — именно благодаря ему о ней узнало большое количество людей.
В начале 2017 года переехала в Санкт-Петербург.
В 2018 году у Марии вышел дебютный мини-альбом, который назывался «Грустный мотив» и включал 4 песни: «Грустный мотив», «Дикая», «Здравствуй», «Я мелодия».
27 сентября того же года вышел дебютный сингл Mary Gu — «Ай-Петри». Эту песню Мария написала и исполнила вместе с певцом Серёжей Драгни.
В марте 2020 года у Марии на лейбле Warner Music Russia вышел дебютный альбом «Дисней». На заглавную песню был снят клип.
7 августа 2020 года выпустила сингл «Нежность», припев для которого взят из популярной в 2000-х годах одноимённой песни певицы МакSим:

«Идея „Нежности“ родилась в процессе работы в студии. Кажется, сначала появился куплет и как-то неожиданно из памяти возник припев, который пришёлся к месту. К творчеству МакSим я отношусь с приятной ностальгией. Я слушала её, будучи ещё школьницей, мне нравились её песни. Одной из любимых была как раз „Нежность“. Мне в целом импонирует так называемый тренд давать новое дыхание старым хитам»
В конце 2020 года вышел сингл «Не влюбляйся». В 2021 году сингл стал платиновым. Также в начале 2021 года вышел сингл «Косички». Позже, эти два сингла будут в альбоме «Хорошее и плохое».
В 2022 году выходят синглы «Если в сердце живёт любовь» (кавер на песню Юлии Савичевой, для фильма «Моё любимое Страшко»), «Не перегори», «Калифорния». Сингл «Невеста», выпущенный 2 июля, месяц был в Топ-10.
В феврале 2023 года вышел трек «Грустно и точка». Летом этого же года — сингл «Обожай».
В апреле 2024 года, певица представила альбом и сингл, с таким же названием «Толстовка».

### Личная жизнь
В августе 2018 года вышла замуж за музыканта и блогера Дмитрия Богоявленского, который также является её PR менеджером. 29 апреля 2022 года на страницах в своих социальных сетях супруги объявили о решении развестись, однако сообщили, что сохраняют дружеские и рабочие отношения.
В 2022 году стало известно об отношениях Мэри Гу с музыкантом Серёжей Драгни, с которым у певицы есть совместные песни «Ай-Петри» и «Не любила». Летом 2023 года пара рассталась.
С лета 2023 года состоит в отношениях с Анатолием Борисовым, фронтменом группы Wildways. В июле 2024 года пара объявила о помолвке и 19 сентября 2024 года поженились.

## Дискография
| Оценки критиков | Оценки критиков |
| Источник        | Оценка          |
| --------------- | --------------- |
| InterMedia      | [ 1 ]           |

### Студийные альбомы
| №                   | Название                       | Длительность |
| ------------------- | ------------------------------ | ------------ |
| 1.                  | «Девочка из ниоткуда»          | 2:43         |
| 2.                  | «Ненавижу города»              | 2:23         |
| 3.                  | «Дисней»                       | 2:55         |
| 4.                  | «Не любила» (feat. Драгни)     | 3:29         |
| 5.                  | «Вино виновато»                | 2:43         |
| 6.                  | «Обниматься»                   | 2:42         |
| 7.                  | «Белая ворона» (feat. Loc-Dog) | 3:09         |
| 8.                  | «Маленький принц»              | 3:34         |
| 9.                  | «Она весна»                    | 3:36         |
| 10.                 | «Fuck You» (Bonus Track)       | 1:36         |
| Общая длительность: | Общая длительность:            | 26:50        |

| №                   | Название                      | Длительность |
| ------------------- | ----------------------------- | ------------ |
| 1.                  | «что такое любовь?» (Intro)   | 0:59         |
| 2.                  | «это тоже пройдёт»            | 2:48         |
| 3.                  | «dead inside»                 | 2:18         |
| 4.                  | «целуешь её»                  | 1:55         |
| 5.                  | «радио»                       | 2:43         |
| 6.                  | «толстовка» (совм. с OG Buda) | 2:17         |
| 7.                  | «мандаринки»                  | 1:50         |
| 8.                  | «наизусть»                    | 2:28         |
| 9.                  | «снег»                        | 2:24         |
| 10.                 | «засыпай» (совм. с Ramil’)    | 2:37         |
| Общая длительность: | Общая длительность:           | 19:79        |

### Мини-альбомы
| №                   | Название            | Длительность |
| ------------------- | ------------------- | ------------ |
| 1.                  | «Грустный мотив»    | 2:20         |
| 2.                  | «Дикая»             | 3:26         |
| 3.                  | «Я мелодия»         | 2:47         |
| 4.                  | «Здравствуй»        | 2:15         |
| Общая длительность: | Общая длительность: | 10:08        |

| №                   | Название               | Длительность |
| ------------------- | ---------------------- | ------------ |
| 1.                  | «Косички»              | 2:29         |
| 2.                  | «Вечеринки»            | 3:06         |
| 3.                  | «Не влюбляйся»         | 2:54         |
| 4.                  | «Она читает Бродского» | 2:03         |
| 5.                  | «Виселица»             | 2:38         |
| Общая длительность: | Общая длительность:    | 12:30        |

| №                   | Название            | Длительность |
| ------------------- | ------------------- | ------------ |
| 1.                  | «Bad Trip»          | 2:02         |
| 2.                  | «Небо»              | 2:13         |
| 3.                  | «+1»                | 2:23         |
| 4.                  | «Подруга»           | 2:34         |
| 5.                  | «Письмо»            | 2:16         |
| Общая длительность: | Общая длительность: | 10:88        |

### Синглы
| Год  | Название                                                | Примечания                                                               |
| ---- | ------------------------------------------------------- | ------------------------------------------------------------------------ |
| 2018 | «Ай-Петри» (с Драгни)                                   | цифровой сингл, вып. 26 сен. 2018                                        |
| 2018 | «Я не прощаю»                                           | цифровой сингл, вып. 11 дек. 2018                                        |
| 2019 | «Папа»                                                  | цифровой сингл, вып. 18 фев. 2019                                        |
| 2019 | «Магнолия»                                              | цифровой сингл, вып. 21 мая 2019                                         |
| 2019 | «17»                                                    | цифровой сингл, вып. 13 июн. 2019                                        |
| 2019 | «Свежие раны» (с Asammuell)                             | цифровой сингл, вып. 14 авг. 2019                                        |
| 2019 | «Ты моя слабость»                                       | цифровой сингл, вып. 6 сен. 2019                                         |
| 2019 | «Грустный Новый год»                                    | цифровой сингл, вып. 11 дек. 2019                                        |
| 2020 | «Пьяный романтик»                                       | цифровой сингл, вып. 5 июн. 2020                                         |
| 2020 | «Нежность»                                              | цифровой сингл, вып. 7 авг. 2020. Ремейк песни «Нежность» певицы МакSим. |
| 2020 | «Астероид»                                              | цифровой сингл, вып. 25 сен. 2020                                        |
| 2020 | «Не влюбляйся»                                          | цифровой сингл, вып. 20 ноя. 2020                                        |
| 2021 | «Косички»                                               | цифровой сингл, вып. 5 мар. 2021                                         |
| 2021 | «Я в моменте 2» (с Джараховым)                          | цифровой сингл, вып. 5 авг. 2021                                         |
| 2021 | «Кислород»                                              | цифровой сингл, вып. 9 сен. 2021                                         |
| 2021 | «Холодно не будет» (с Мотом)                            | цифровой сингл, вып. 3 дек. 2021                                         |
| 2022 | «Если в сердце живёт любовь (Из „Моя любимая Страшко“)» | цифровой сингл, вып. 3 фев. 2022. Кавер на песню певицы Юлии Савичевой.  |
| 2022 | «Не перегори»                                           | цифровой сингл, вып. 18 мар. 2022                                        |
| 2022 | «Спасибо» (с Dose)                                      | цифровой сингл, вып. 10 июн. 2022                                        |
| 2022 | «Невеста»                                               | цифровой сингл, вып. 1 июл. 2022                                         |
| 2022 | «Калифорния»                                            | цифровой сингл, вып. 30 сен. 2022                                        |
| 2022 | «Два выстрела» (с Mayot)                                | цифровой сингл, вып. 18 ноя. 2022                                        |
| 2023 | «Грустно и точка»                                       | цифровой сингл, вып. 24 фев. 2023                                        |
| 2023 | «Я тебя тоже» (с Wildways)                              | цифровой сингл, вып. 16 июн. 2023                                        |
| 2023 | «Обожай»                                                | цифровой сингл, вып. 21 июл. 2023                                        |
| 2023 | «Снег (Iuvcore intro)»                                  | цифровой сингл, вып. 22 сен. 2023                                        |
| 2023 | «Засыпай» (с Ramil)                                     | цифровой сингл, вып. 16 ноя. 2023                                        |
| 2024 | «Толстовка» (с OG Buda)                                 | цифровой сингл, вып. 2 фев. 2024                                         |
| 2024 | «Синдром отмены» (с забей, лерочка)                     | цифровой сингл, вып. 28 июн. 2024                                        |
| 2024 | «айс» (с Mayot)                                         | цифровой сингл, вып. 23 авг. 2024                                        |
| 2024 | «Сокровище»                                             | цифровой сингл, вып. 4 окт. 2024                                         |

## Телевидение
- С 17 апреля 2021 года ведёт «Русский чарт» на ТНТ Music.[48]
- С 25 февраля 2022 года ведёт «Русский чарт» на Муз-ТВ.

## Награды и номинации
| Год  | Премия    | Номинация          | Результат | Ист.          | |
| ---- | --------- | ------------------ | --------- | ------------- | --- |
| 2020 | Премия OK | Новые лица. Музыка | Номинация | [ 49 ] [ 50 ] | 2024 год Mary Gu ,OG Buda - Толстовка (Премия ЖАРА MEDIA AWARDS) https://vkvideo.ru/video-200050653_456239719?t=4m21s |

## Происшествия
В декабре 2021 года певице и её продюсеру запретили въезд на Украину на 3 года из-за посещения в разные годы Крыма.